# Armando Segato
Armando Segato (3. květen 1930 Vicenza, Italské království – 19. únor 1973 Florencie, Itálie) byl italský fotbalový záložník a trenér.
Začínal na postu levého křídla v klubech Cagliari a v Pratu. Až v roce 1952 když přestoupil do Fiorentiny se stal záložníkem. Za fialky nastoupil do osmy sezon a vyhrál s ní titul v sezoně 1955/56. V následující sezoně postoupil s klubem do finále poháru PMEZ. Zde prohrál s Realem (0:2).
V roce 1960 odešel do klubu Udinese. kde hrál do konce kariéry v roce 1964.
Za reprezentaci odehrál 20 utkání. Hrál jedno utkání na MS 1954 a to proti Švýcarsku (1:4). Také se stal ve dvou utkání kapitánem.
Po hráčské kariéře se stal trenérem. Za sedmiletou kariéru trénoval tři kluby. začínal již v roce 1963 jako hráč-trenér v Udinese. Od roku 1965 vedl Benátky, kde hned v první sezoně postoupil do nejvyšší ligy. Poslední sezonu odtrénoval v druholigové Reggině v roce 1969.

## Hráčská statistika
| Sezóna  | Klub       | Liga    | Liga   | Liga | Ligové poháry | Ligové poháry | Ligové poháry | Kontinentální poháry | Kontinentální poháry | Kontinentální poháry | Celkem | Celkem |
| Sezóna  | Klub       | Soutěž  | Zápasy | Góly | Soutěž        | Zápasy        | Góly          | Soutěž               | Zápasy               | Góly                 | Zápasy | Góly   |
| ------- | ---------- | ------- | ------ | ---- | ------------- | ------------- | ------------- | -------------------- | -------------------- | -------------------- | ------ | ------ |
| 1950/51 | Prato      | Serie C | 35     | 5    | -             | 0             | 0             | -                    | 0                    | 0                    | 35     | 5      |
| 1951/52 | Prato      | Serie C | 34     | 8    | -             | 0             | 0             | -                    | 0                    | 0                    | 34     | 8      |
| 1952/53 | Fiorentina | Serie A | 15     | 0    | -             | 0             | 0             | -                    | 0                    | 0                    | 31     | 2      |
| 1953/54 | Fiorentina | Serie A | 33     | 4    | -             | 0             | 0             | -                    | 0                    | 0                    | 33     | 3      |
| 1954/55 | Fiorentina | Serie A | 32     | 5    | -             | 0             | 0             | -                    | 0                    | 0                    | 18     | 0      |
| 1955/56 | Fiorentina | Serie A | 33     | 1    | -             | 0             | 0             | -                    | 0                    | 0                    | 33     | 5      |
| 1956/57 | Fiorentina | Serie A | 30     | 1    | -             | 0             | 0             | PMEZ                 | 7                    | 1                    | 37     | 2      |
| 1957/58 | Fiorentina | Serie A | 32     | 1    | IP            | 7             | 3             | -                    | 0                    | 0                    | 39     | 4      |
| 1958/59 | Fiorentina | Serie A | 29     | 5    | IP            | 2             | 0             | -                    | 0                    | 0                    | 31     | 5      |
| 1959/60 | Fiorentina | Serie A | 26     | 0    | IP            | 2             | 0             | -                    | 0                    | 0                    | 28     | 0      |
| 1960/61 | Udinese    | Serie A | 28     | 3    | -             | 0             | 0             | Stř.P                | 2                    | 1                    | 30     | 4      |
| 1961/62 | Udinese    | Serie A | 28     | 2    | -             | 0             | 0             | -                    | 0                    | 0                    | 28     | 2      |
| 1962/63 | Udinese    | Serie B | 27     | 2    | -             | 0             | 0             | -                    | 0                    | 0                    | 27     | 2      |
| 1963/64 | Udinese    | Serie B | 4      | 0    | -             | 0             | 0             | -                    | 0                    | 0                    | 4      | 0      |
| Celkem  | Celkem     | Celkem  | 384    | 36   | -             | 11            | 3             | -                    | 9                    | 2                    | 404    | 41     |

## Hráčské úspěchy

### Klubové
- 1× vítěz italské ligy (1955/56)

### Reprezentační
- 1× na MS (1954)
- 2× na MP (1948–1953, 1955–1960)